# Mercedes Gómez Otero
Mercedes «Merche» Gómez Otero (Madrid, 10 d'agost de 1915- ?  ) va ser una activista espanyola militant del PCE , represaliada per la Dictadura de Franco, va estar empresonada durant 21 anys.

## Biografia
Filla de Mamerto Gómez, conductor de tramvies, socialista i afiliat a la UGT, va quedar òrfena de pare i mare el 1921. Va anar a l'escola fins als dotze anys en què va començar a treballar com a aprenenta de modista.
Després del Cop d'Estat del 18 de Juliol, amb l'inici de la Guerra Civil Espanyola, va compaginar la feina de modista amb la de portera d'un edifici del carrer Mèxic de Madrid. Es va afiliar a les Joventuts Socialistes Unificades (JSU) del Partit Comunista d'Espanya (PCE) i a les Milícies Antifeixistes Obreres i Camperoles (MAOC), organització que va precedir el Cinquè Regiment.
També va cosir en un taller on es confeccionaven uniformes militars i va treballar d'ajudant d'infermeria a l'Hospital General de Madrid.
A finals del 1938 va ser enviada, juntament amb altres joves comunistes, a una Escola de Quadres a Barcelona. Al retorn, va formar part de la Comissió Femenina del Comitè Provincial del PCE. Després de la derrota del Bàndol Republicà, va fugir a Alacant amb l'esperança d'embarcar, però no va ser possible. Va tornar a Madrid i va començar la seva feina clandestina, però aviat va ser detinguda i reclosa a la presó de Ventas. Allà va coincidir amb les comunistes Isabel Alvarado, Paz Azzati i Matilde Landa, entre d'altres.
El desembre de 1941 va ser jutjada en Consell de Guerra i condemnada a 20 anys de presó. Va rebre l'indult per l'expedient de guerra, però tenint encara pendent la causa de postguerra,va ser traslladada a la presó de Segòvia i allà, gràcies a Consuelo Peón, una reclusa que treballava al despatx de la presó, es va incloure el seu expedient entre les ordres de llibertat i una vegada més, va poder eludir l'empresonament.
Va continuar treballant en la clandestinitat, en missions d'enllaç, transport de propaganda, etc. i també en l'ensinistrament d'un grup d'informació per a la guerrilla urbana. Va aconseguir posar-se en contacte amb la científica i farmacèutica María Teresa Toral, que es va avenir a prestar-los ajuda sanitària. Gómez Otero es va veure implicada en un atemptat a la subdelegació de Falange del barri de Quatro Caminos, va fugir i va ser detinguda a Sevilla. Aquesta vegada, després de passar per la Direcció General de Seguretat, va tornar a Las Ventas i en el Consell de guerra va ser sentenciada a mort tot i que posteriorment, la pena li va ser commutada a trenta anys. A les Ventas, com a protesta per el tancament de Petra Cuevas Rodríguez en una cel·la de càstig, va protagonitzar, juntament amb Antonia García Díez i Soledad Real, una vaga de fam que va provocar com a represalia, que fossin enviades a la Presó de Màlaga. El 1948 va ser traslladada amb Juana Doña a la presó de Segòvia.
El 1946 s'havia realitzat una campanya, a nivell internacional, per aconseguir la conmutació de la pena de mort de Gómez Otero, Isabel Sanz Toledano i María Teresa Toral.

### Vaga de fam a la presó de Segòvia
Al gener de 1949 l'advocada xilena M. Klinfel va visitar la presó de Segòvia, acompanyada de funcionaris de la dictadura franquista, per a conèixer l'estat del sistema penitenciari espanyol. Va interrogar diverses preses, entre les quals María Salvo, que van explicar diverses irregularitats, Gómez Otero, a més de parlar de les penoses condicions de la presó, va acabar dient que estaven preses per lluitar contra el règim de Franco. Aquella mateixa nit, la Junta Disciplinaria va acordar que el càstig seria individual i que Gómez Otero seria reclosa en una cel·la d'aïllament durant un temps il·limitat, la qual cosa va provocar una vaga de fam de les preses polítiques, amb l'adhesió de diverses comunes. Davant d'això, la Junta va acordar per a tota la població reclusa, un càstig col·lectiu d'incomunicació total, tant oral com escrit, el tancament de l'economat, la supressió dels passejos i l'entrada de tota classe d'encàrrecs, així com la prohibició del treball manual. A més, se'ls va aplicar el reglament i van ser sancionades, per una falta molt greu, a seixanta dies de reclusió en cel·la i la proposta al Patronat de la pèrdua del temps redimit. Les preses van ser pressionades perquè es retractessin, però s'hi van negar malgrat les terribles conseqüències.
En ser desmantellada la presó de Segòvia, Gómez Otero va ser traslladada a la presó d'Alcalá de Henares. El 1959, va abandonar la militancia al PCE. Va sortir de la presó el 1961. Un cop en llibertat, es va casar amb Tomás Veneroso, que havia estat empresonat per pertànyer al Socors Roig. En 2004 va acceptar realitzar una entrevista per a recordar el company Celestino Uriarte i el seu treball en la clandestinitat.

## Memòria històrica
El seu testimoniatge va formar part del documental Kamarada sobre la vida de Celestino Uriarte, dirigit per Julia Juániz, basat en el llibre de Juan Ramón Garai Clandestinitat i Resistència Comunista.